# Йоронен, Ессе
Йессе Пекка Йоронен (фин. Jesse Pekka Joronen; род. 21 марта 1993, Раутъярви, Кюми) — финский футболист, вратарь итальянского клуба «Венеция» и национальной сборной Финляндии.

## Клубная карьера
Ессе начинал свою карьеру в команде «СиУ». В 2009 году он перешёл в «Фулхэм» и играл за юношеские команды клуба. 25 октября 2012 года Ессе был арендован клубом «Мейденхед Юнайтед», провёл восемь матчей. 22 февраля 2013 года он был арендован командой «Кембридж Юнайтед». Однако через день Ессе вернулся в расположение «Фулхэма», так как в кембриджской команде ему была уготована роль запасного. В итоге Ессе отправился на правах аренды в «Лахти», за который провёл восемнадцать матчей. 5 августа 2013 года он вернулся в «Фулхэм».
Летом 2017 года Йоронен покинул «Фулхэм» после восьми лет, проведённых в команде, и заключил двухлетний контракт с датским клубом «Хорсенс». Там он стал основным вратарём и хорошо проявил себя в матчах чемпионата Дании. Уже 15 декабря 2017 года «Копенгаген» договорился о переходе Йоронена после окончания сезона и заключил с ним пятилетний контракт. Финский голкипер рассматривался как замена Робину Ульсену, которого руководство «Копенгагена» рассчитывало выгодно продать.
11 июля 2019 года Йоронен стал игроком «Брешии» из Серии A.
В конце июня 2022 Ессе Йоронен подписал трехлетний контракт с «Венецией».

## Карьера в сборной
Ессе выступал за юношеские и молодёжную сборные Финляндии. Его дебют за первую сборную состоялся 24 января 2013 года в матче против сборной Таиланда.

## Достижения
«Лахти»
- Обладатель Кубка финской лиги: 2013